# Tennistavolo ai Giochi della XXXII Olimpiade
Le gare di tennistavolo ai Giochi della XXXII Olimpiade si sono svolte dal 24 luglio al 6 agosto 2021 presso il Tokyo Metropolitan Gymnasium. Rispetto all'edizione del 2016 è stato aggiunto un nuovo evento, il doppio misto.

## Calendario
| P | QF | Quarti di finale | SF | Semifinali | F | Finale |

| Evento↓/Data →    | 24 lug | 25 lug | 25 lug | 26 lug | 27 lug | 28 lug | 29 lug | 29 lug | 30 lug | 31 lug | 1 ago | 2 ago | 3 ago | 3 ago | 4 ago | 5 ago | 6 ago |
| ----------------- | ------ | ------ | ------ | ------ | ------ | ------ | ------ | ------ | ------ | ------ | ----- | ----- | ----- | ----- | ----- | ----- | ----- |
| Singolo maschile  | P      | P      | P      | P      | P      | QF     | SF     | SF     | F      |        |       |       |       |       |       |       |       |
| Squadre maschile  |        |        |        |        |        |        |        |        |        |        | P     | P     | QF    | QF    | SF    |       | F     |
| Singolo femminile | P      | P      | P      | P      | P      | QF     | SF     | F      |        |        |       |       |       |       |       |       |       |
| Squadre femminile |        |        |        |        |        |        |        |        |        |        | P     | P     | QF    | SF    |       | F     |       |
| Doppio misto      | P      | QF     | SF     | F      |        |        |        |        |        |        |       |       |       |       |       |       |       |

## Podi

### Uomini
| Evento             | Oro                              | Argento                                                 | Bronzo                                            |
| Singolo (dettagli) | Ma Long                          | Fan Zhendong                                            | Dimitrij Ovtcharov                                |
| Squadre (dettagli) | Cina Xu Xin Ma Long Fan Zhendong | Germania Patrick Franziska Timo Boll Dimitrij Ovtcharov | Giappone Jun Mizutani Kōki Niwa Tomokazu Harimoto |

### Donne
| Evento             | Oro                                   | Argento                                      | Bronzo                                            |
| Singolo (dettagli) | Chen Meng                             | Sun Yingsha                                  | Mima Ito                                          |
| Squadre (dettagli) | Cina Chen Meng Wang Manyu Sun Yingsha | Giappone Mima Ito Kasumi Ishikawa Miu Hirano | Hong Kong Lee Ho Ching Doo Hoi Kem Wai Yam Minnie |

### Misto
| Evento            | Oro                            | Argento                | Bronzo                                 |
| Doppio (dettagli) | Giappone Jun Mizutani Mima Ito | Cina Xu Xin Liu Shiwen | Taipei cinese Lin Yun-ju Cheng I-ching |

## Medagliere
| Pos.   | Paese         | Oro | Argento | Bronzo | Totale |
| ------ | ------------- | --- | ------- | ------ | ------ |
| 1      | Cina          | 4   | 3       | 0      | 7      |
| 2      | Giappone      | 1   | 1       | 2      | 4      |
| 3      | Germania      | 0   | 1       | 1      | 2      |
| 4      | Taipei cinese | 0   | 0       | 1      | 1      |
| 4      | Hong Kong     | 0   | 0       | 1      | 1      |
| Totale | Totale        | 5   | 5       | 5      | 15     |